# 阿卡波內塔河
阿卡波內塔河是墨西哥的河流，由杜蘭戈州負責管轄，河道全長233公里，流域面積5,092平方公里，最終注入太平洋，河畔城鎮有阿卡波內塔。
22°22′36″N 105°38′11″W / 22.37659°N 105.63629°W

## 外部連結
- Río de Acaponeta, Mexico (general), Mexico （页面存档备份，存于）